# 不来内
不来内（こずない、英語: Kozunai）は、宮城県黒川郡大郷町にある大字であり、旧大谷郷不来内村、旧黒川郡不来内村、旧黒川郡大谷村不来内、旧黒川郡大郷村不来内に相当する。郵便番号は981-3512。

## 地理

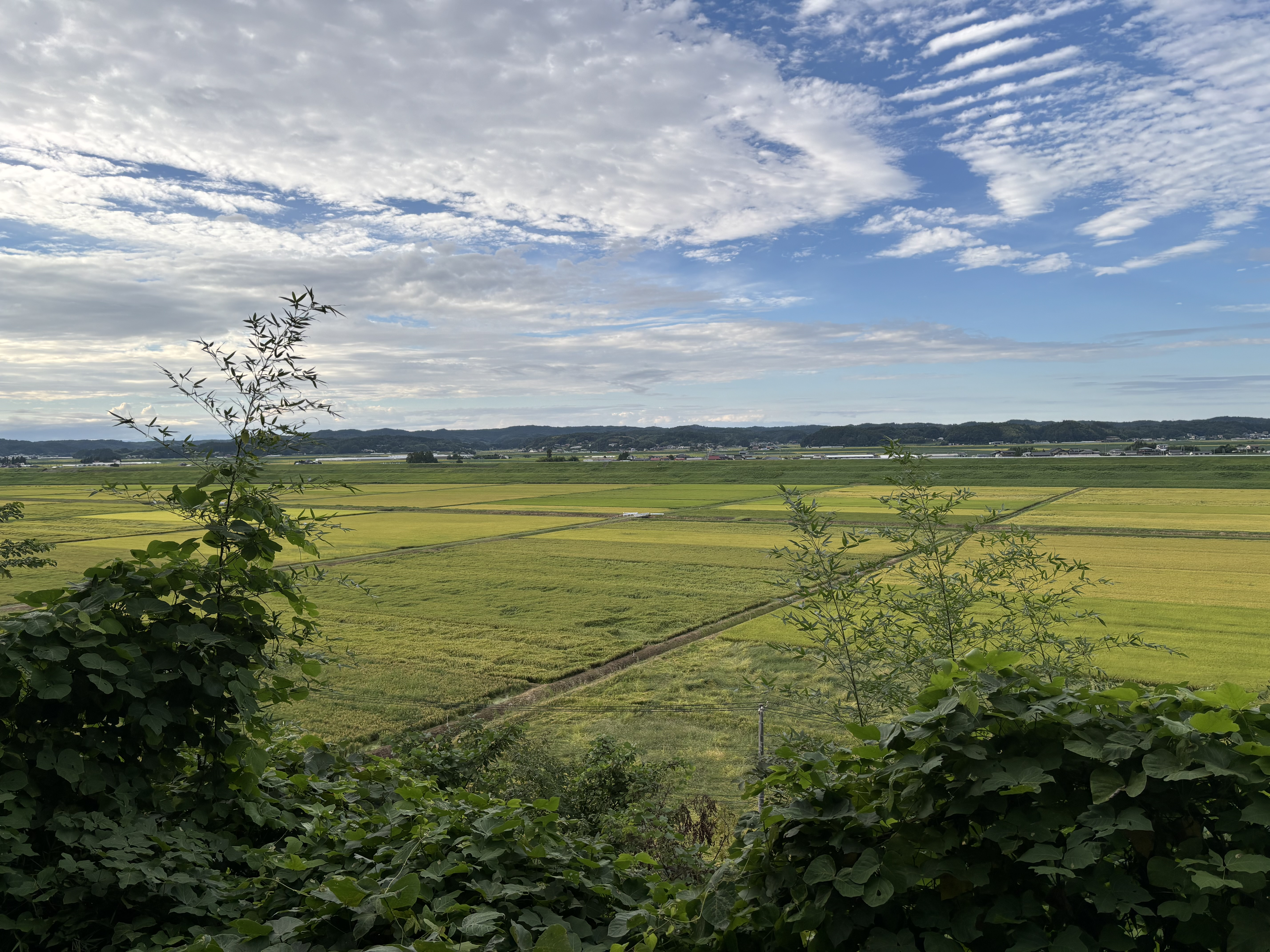
不来内の田園風景

大郷町の東部に位置し、山崎・味明・羽生・川内と共に大谷東部地域に属する。北部は山崎と、東部は松島町幡谷と、南東部は松島町初原と、南西部は味明と、西部は山崎および味明と接する。宮城県道241号竹谷大和線以北一帯に農地が分布し、竹谷大和線以南に集落および丘陵が分布する。農地は規制により保全され、原則農業利用以外への転用を禁じられている。
行政区は大郷町例規「大郷町行政区長設置条例」によれば、不来内の大部分が第4区に、残部が味明とともに、第3区に属する。

### 小字
仙台法務局の「黒川郡大郷町登記所備付地図データ」（2024年10月5日時点）およびデジタル庁公表のアドレス・ベース・レジストリの「宮城県町字マスターデータセット」（2024年8月13日時点）および運輸局公表の「東北運輸局宮城運輸支局住所コード表」（2024年11月1日時点）によれば、不来内の小字は以下の通りである。
| 大字   | 小字         | 出典         | 出典         | 出典 |
| 大字   | 小字         | 町字マスター | 運輸局コード | 登記 |
| ------ | ------------ | ------------ | ------------ | ---- |
| 不来内 | 字泉田       | ○            | ○            | ○    |
| 不来内 | 字一本松山   | ○            | ○            | ○    |
| 不来内 | 字一本木山   | ○            | ○            | ○    |
| 不来内 | 字堰場       | ○            | ○            | ○    |
| 不来内 | 字横沢       | ○            | ○            | ○    |
| 不来内 | 字沖ノ前     | ○            | ○            | ○    |
| 不来内 | 字間振沢     | ○            | ○            | ○    |
| 不来内 | 字宮下       | ○            | ○            | ○    |
| 不来内 | 字金井尻     | ○            | ○            | ○    |
| 不来内 | 字後沢       | ○            | ○            | ○    |
| 不来内 | 字向田       | ○            | ○            | ○    |
| 不来内 | 字行沢       | ○            | ○            | ○    |
| 不来内 | 字行沢迎     | ○            | ○            | ○    |
| 不来内 | 字山下       | ○            | ○            | ○    |
| 不来内 | 字山神       | ○            | ○            | ○    |
| 不来内 | 字舟付場     | ○            | ○            | ○    |
| 不来内 | 字小屋ノ入   | ○            | ○            | ○    |
| 不来内 | 字小待井     | ○            | ○            | ○    |
| 不来内 | 字上要害     | ○            | ○            | ×    |
| 不来内 | 字新泉田     | ○            | ○            | ○    |
| 不来内 | 字新田前     | ○            | ○            | ○    |
| 不来内 | 字深谷下     | ○            | ○            | ○    |
| 不来内 | 字深谷沢     | ○            | ○            | ○    |
| 不来内 | 字清五郎     | ○            | ○            | ○    |
| 不来内 | 字西沢       | ○            | ×            | ○    |
| 不来内 | 字石保呂     | ○            | ○            | ○    |
| 不来内 | 字増切場     | ○            | ○            | ○    |
| 不来内 | 字太師堂     | ○            | ○            | ○    |
| 不来内 | 字大沢       | ○            | ○            | ○    |
| 不来内 | 字沢田       | ○            | ○            | ○    |
| 不来内 | 字沢田下     | ○            | ○            | ○    |
| 不来内 | 字沢田山     | ○            | ○            | ○    |
| 不来内 | 字鍛冶谷沢   | ○            | ○            | ○    |
| 不来内 | 字竹下       | ○            | ○            | ○    |
| 不来内 | 字中谷地     | ○            | ○            | ○    |
| 不来内 | 字仲沢       | ○            | ×            | ○    |
| 不来内 | 字長沢       | ○            | ○            | ○    |
| 不来内 | 字堤下       | ○            | ○            | ○    |
| 不来内 | 字天神下     | ○            | ○            | ○    |
| 不来内 | 字天神原     | ○            | ○            | ○    |
| 不来内 | 字東一本木山 | ○            | ○            | ○    |
| 不来内 | 字東沢       | ○            | ○            | ○    |
| 不来内 | 字湯殿下     | ○            | ○            | ○    |
| 不来内 | 字藤方       | ○            | ○            | ○    |
| 不来内 | 字藤方沢     | ○            | ○            | ○    |
| 不来内 | 字堂屋ケ沢   | ○            | ○            | ○    |
| 不来内 | 字堂屋場     | ○            | ○            | ○    |
| 不来内 | 字内畑       | ○            | ○            | ○    |
| 不来内 | 字南一本松山 | ○            | ○            | ○    |
| 不来内 | 字南沢       | ○            | ×            | ○    |
| 不来内 | 字日影       | ○            | ○            | ○    |
| 不来内 | 字八合       | ○            | ○            | ○    |
| 不来内 | 字北一本松山 | ○            | ○            | ○    |
| 不来内 | 字北一本木山 | ○            | ○            | ○    |
| 不来内 | 字北橋       | ○            | ○            | ○    |
| 不来内 | 字本宮       | ○            | ○            | ○    |
| 不来内 | 字門前       | ○            | ○            | ○    |
| 不来内 | 字要害下     | ○            | ○            | ○    |
| 不来内 | 字獺沢       | ○            | ○            | ○    |
| 不来内 | 字獺沢入     | ○            | ○            | ○    |

#### 明治期の小字
宮城県各村字調書によると明治17,18年頃の不来内村の小字は以下の通りである。
- 泉田
- 城口
- 沢田山
- 沢田
- 增切場
- 金井尻
- 沢田下
- 向田
- 内畑
- 上要害
- 沖ノ前
- 天神原
- 石保呂
- 山下
- 行沢向
- 大沢
- 行沢
- 小待井
- 藤方
- 藤方沢
- 堤下
- 堂屋ケ沢
- 間振沢
- 壱本木山
- 壱本松山
- 日影
- 八合
- 山ノ神
- 小屋ノ入
- 北橋
- 堰場
- 行屋下
- 門前
- 永沢
- 長沢
- 堂屋場
- 中谷地
- 要害下
- 横沢
- 伊加江
- 大師堂
- 後沢
- 清五郎
- 竹下
- 稲荷崎
- 鍛冶谷沢
- 的場
- 鳥打場
- 舟付場
- 新田前
- 深谷沢
- 獺沢入
- 獺沢
- 深谷下

## 歴史
鎌倉期から戦国期には、黒川郡とは別置の行政区である大谷保に含まれており、菅原氏や留守氏などの支配を経て、戦国末期には葛西氏の支配を受けた。その後、葛西氏が滅亡し、慶長元年から慶長9年まで和久宗是の知行となった。
江戸期には、他の大谷の村々、高城郷、宮戸浜とともに、高城代官所の支配下におかれた。
安永風土記には、「こぢない」とある。

### 沿革
- 明治3年 - 大谷郷が廃止され、黒川郡に属す[11]。
- 明治5年 - 不来内村が羽生村・山崎村・味明村とともに第4大区第7小区に属する[12]。
- 1874年（明治7年）4月 - 不来内村が他の大谷の村々とともに第3大区小4区に属する[13]。
- 1889年（明治22年）4月 - 大谷11か村のうち土橋村・鶉崎村・東成田村・川内村・味明村・山崎村・羽生村・中村および不来内村の9か村が合併し、大谷村が成立。これに伴い、不来内村は大谷村の大字不来内となる。
- 1954年（昭和29年） - 大谷村が粕川村・大松沢村と合併し、大郷村が成立。これに伴い、不来内は大郷村の大字となる。
- 1971年（昭和46年） - 集団電話開通。水道敷設。
- 2019年（令和元年） 10月 - 令和元年東日本台風で浸水害を受ける[14]。

### 地名の由来
凹地や谷間の沢という意味をもつアイヌ語の「コツナイ」が転訛して、不来内の地名が成立したと考えられている。現に往古、不来内の地には品井沼が北から入り込んでいた。

## 施設

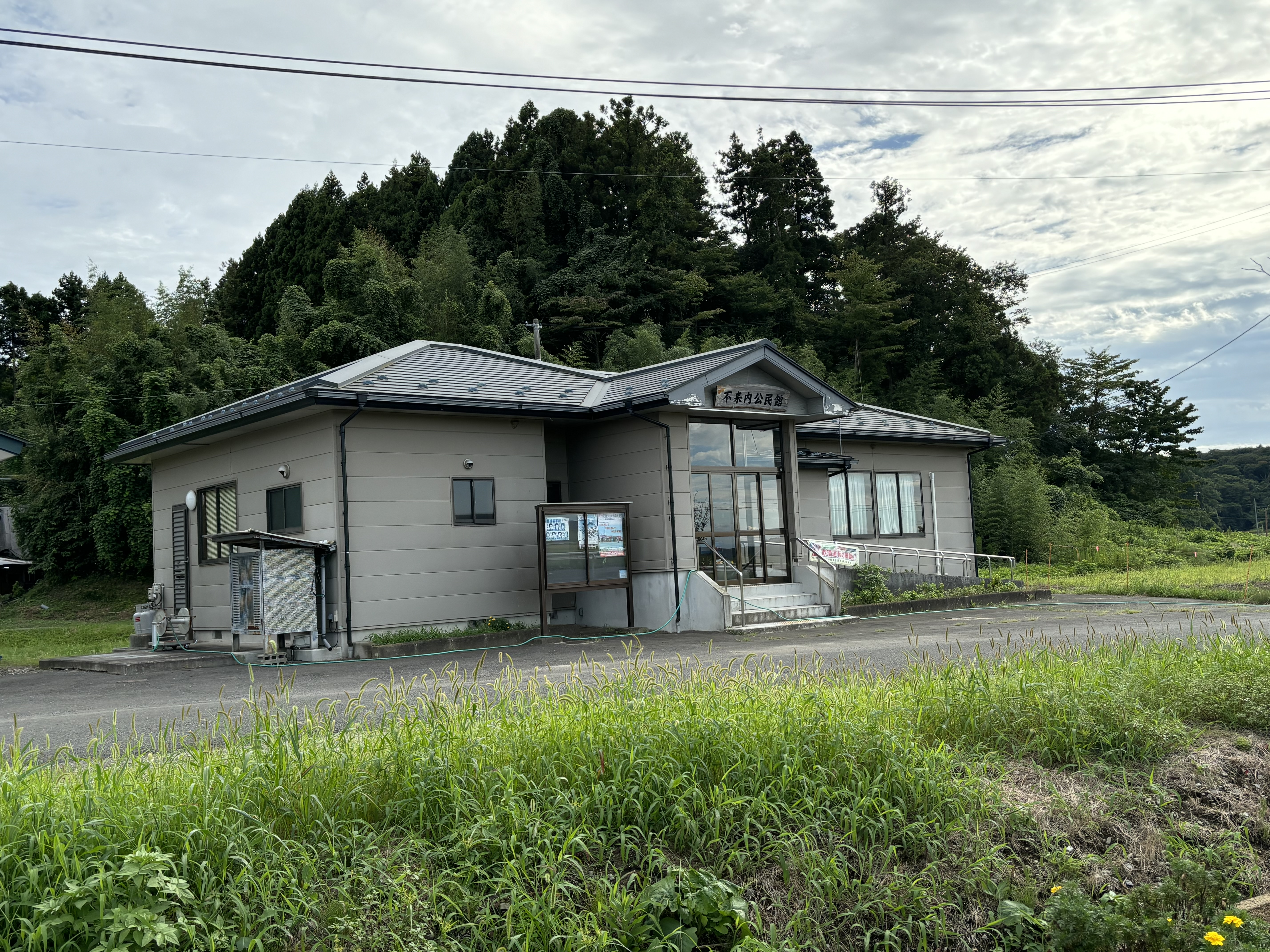
大郷町公民館不来内分館

- 大郷町公民館不来内分館（不来内字舟付場28-5）[15]。

## 統計

### 人口・世帯数の推移
以下は2010年から2020年における不来内の人口推移を表すグラフである。なお、10年間の人口の増加率は-29.9%で大郷町内で最小の増加率であった
| 2010年 | 251人 |  |
| 2011年 | 237人 |  |
| 2012年 | 236人 |  |
| 2013年 | 228人 |  |
| 2014年 | 222人 |  |
| 2015年 | 218人 |  |
| 2016年 | 210人 |  |
| 2017年 | 201人 |  |
| 2018年 | 182人 |  |
| 2019年 | 173人 |  |
| 2020年 | 176人 |  |

以下は2010年から2020年における不来内の世帯数推移を表すグラフである。なお、10年間の世帯数の増加率は-9.2%で大郷町内で最小の増加率であった。
| 2010年 | 65世帯 |  |
| 2011年 | 66世帯 |  |
| 2012年 | 66世帯 |  |
| 2013年 | 66世帯 |  |
| 2014年 | 66世帯 |  |
| 2015年 | 66世帯 |  |
| 2016年 | 65世帯 |  |
| 2017年 | 65世帯 |  |
| 2018年 | 57世帯 |  |
| 2019年 | 57世帯 |  |
| 2020年 | 59世帯 |  |

### 高齢化率と若年人口率
以下は2010年から2020年における不来内の高齢化率を表すグラフである。なお、2020年の高齢化率は47.2%で大郷町内では成田川の次に大きい数値となった。
| 2010年 | 31.9% |  |
| 2011年 | 31.2% |  |
| 2012年 | 30.5% |  |
| 2013年 | 32.0% |  |
| 2014年 | 32.9% |  |
| 2015年 | 32.1% |  |
| 2016年 | 36.2% |  |
| 2017年 | 38.8% |  |
| 2018年 | 41.2% |  |
| 2019年 | 43.9% |  |
| 2020年 | 47.2% |  |

以下は2010年から2020年における不来内の若年人口率を表すグラフである。なお、2020年の若年人口率は5.7%で大郷町内では吉ケ沢、中粕川の次に小さい数値となった。
| 2010年 | 13.1% |  |
| 2011年 | 11.8% |  |
| 2012年 | 11.4% |  |
| 2013年 | 11.4% |  |
| 2014年 | 9.5%  |  |
| 2015年 | 9.6%  |  |
| 2016年 | 8.6%  |  |
| 2017年 | 8.0%  |  |
| 2018年 | 7.1%  |  |
| 2019年 | 4.6%  |  |
| 2020年 | 5.7%  |  |

## 交通

### 道路

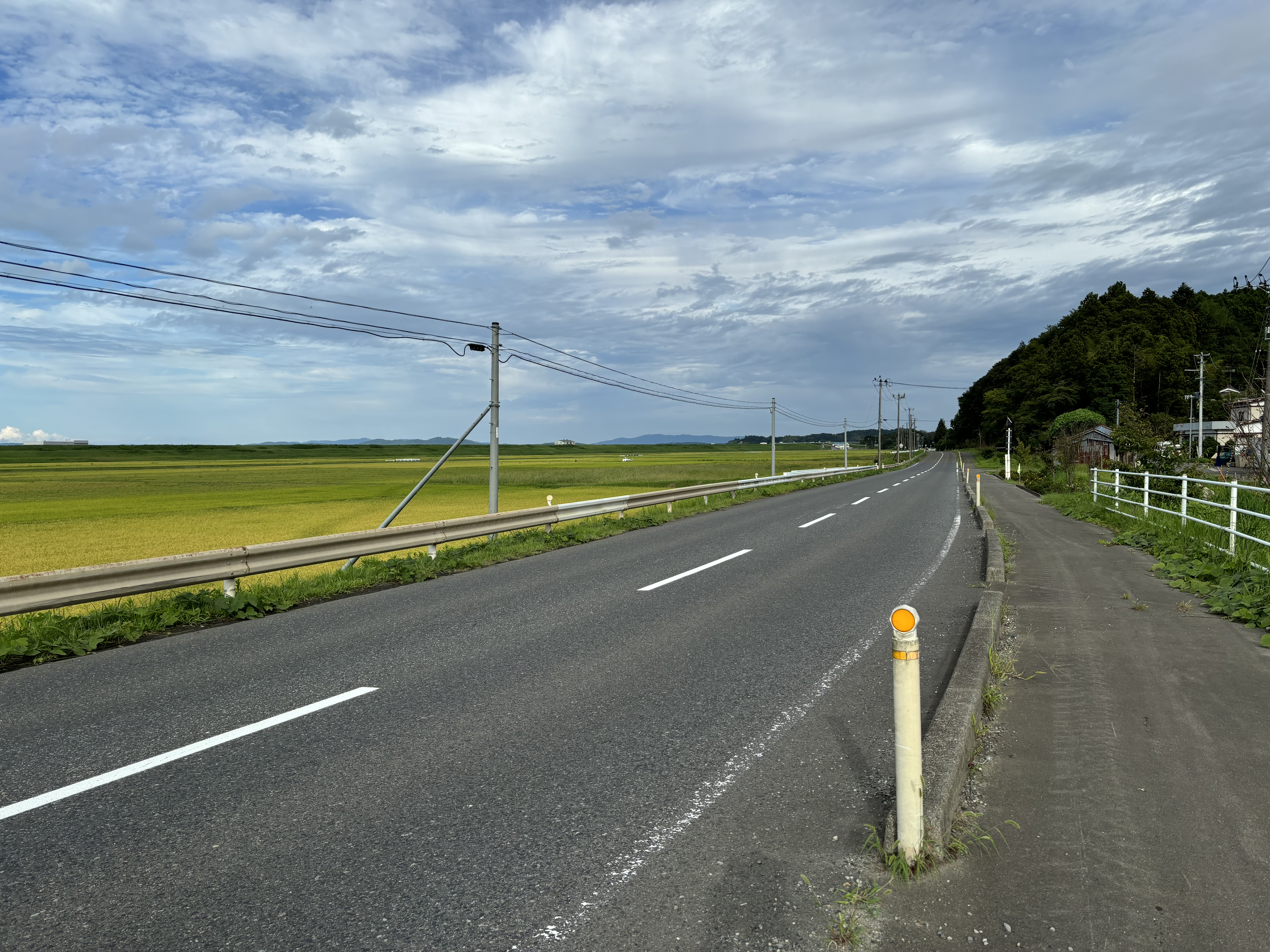
大郷町不来内における宮城県道241号竹谷大和線。

一般県道
宮城県道241号竹谷大和線
町道
不来内横沢線

### 鉄道
域内に鉄道駅は存在しないが、最寄駅としては東日本旅客鉄道品井沼駅が挙げられる。

## 教育

### 小・中学校の学区
大郷町例規「大郷町立小学校及び中学校の通学区域に関する規則」によれば、不来内の小・中学校の学区は以下の通りとなる。
| 大字   | 字・番地 | 小学校             | 中学校             |
| ------ | -------- | ------------------ | ------------------ |
| 不来内 | 全域     | 大郷町立大郷小学校 | 大郷町立大郷中学校 |